# Stensjön (Tyresta)
Stensjön i Tyresta Nationalpark er en højt beliggende sø i kommunerne Tyresö og Haninge i landskapet Södermanland i Sverige. Søen er relativt dyb, med stenede og bratte bredder, med undtagelse af en mindre bugt som ligger på Haninge-siden. Omkringliggende skovområder blev ødelagt i den store skovbrand som hærgede området i 1999.
Stensjön indgår i Åvaåens søsystem, og udløbet sker via Lanan, som egentlig er en opdæmmet vig som leder til en damsluse overfor Nedre dammen. Ved Nedre Dammen ligger Stensjödal, som er en bygning fra 1700-tallet, da der var både vandmølle og savværk her, foruden udhus og boliger; Flodens videre løb herfra er Åvaåen som løber videre forbi Åvas mølleruiner, og en gammel bro hvor Åvavägen tidligere krydsede floden, og slynger sig gennem et smukt kulturlandskab med enge til slut munder ud i Åvaviken og Østersøen.
Stensjöns tilløb kommer, ud over afvvanding fra den omkringliggende skov, fra Löpanträsk i vest og fra Mörtsjön i nord. Et nordvestligt tilløb kommer fra Årsjöbäcken som går fra Årsjön. På det bratte bjerg nord for søen, ligger voldstedet Stensjöborg. Der er gjort fund af flere bopladser fra Stenalderen på bjergene omkring søen.

## Billeder
- Stensjön set fra bredden ved borgen
- Lille bugt på vestsiden af Stensjön, som ligger på Haning-siden